# Gerī Sheykh
Gerī Sheykh (persiska: گری شيخ, گوری شيخ, Gūrī Sheykh) är en ort i Iran.   Den ligger i provinsen Hormozgan, i den södra delen av landet, 1 000 km söder om huvudstaden Teheran. Gerī Sheykh ligger 27 meter över havet och antalet invånare är 432.
Terrängen runt Gerī Sheykh är platt åt nordost, men åt sydväst är den kuperad. Runt Gerī Sheykh är det ganska glesbefolkat, med 50 invånare per kvadratkilometer. Närmaste större samhälle är Keseh, 10,6 km nordväst om Gerī Sheykh. Trakten runt Gerī Sheykh är ofruktbar med lite eller ingen växtlighet.